# 23e cérémonie des Goyas
La 23e cérémonie des Goyas (ou Premios Goya), organisée par l'Academia de las artes y las ciencias cinematográficas de España, a eu lieu le 1er février 2009 au Palais municipal des congrès de Madrid et a récompensé les films sortis en 2008.
Le film Camino de Javier Fesser est le film le plus récompensé avec six prix dont le Prix Goya du meilleur film, le Prix Goya du meilleur réalisateur, le Prix Goya de la meilleure actrice pour Carme Elías, le Prix Goya du meilleur acteur dans un second rôle pour Jordi Dauder et le Prix Goya du meilleur scénario original,.

## Palmarès

### Meilleur film
- Camino de Javier Fesser
  - Crimes à Oxford de Álex de la Iglesia
  - Los girasoles ciegos de José Luis Cuerda
  - Venganza (Sólo quiero caminar) de Agustín Díaz Yanes

### Meilleur réalisateur
- Javier Fesser pour Camino
  - Álex de la Iglesia pour Crimes à Oxford
  - José Luis Cuerda pour Los girasoles ciegos
  - Agustín Díaz Yanes pour Venganza (Sólo quiero caminar)

### Meilleur nouveau réalisateur
- Santiago Zannou pour El truco del manco
  - Belén Macías pour El patio de mi cárcel
  - Nacho Vigalondo pour Timecrimes (Los cronocrímenes)
  - Irene Cardona pour Un novio para Yasmina

### Meilleur acteur
- Benicio del Toro pour son rôle dans Che
  - Javier Cámara pour son rôle dans À la carte (Fuera de carta)
  - Raúl Arévalo pour son rôle dans Los girasoles ciegos
  - Diego Luna pour son rôle dans Venganza (Sólo quiero caminar)

### Meilleure actrice
- Carme Elías pour son rôle dans Camino
  - Verónica Echegui pour son rôle dans El patio de mi cárcel
  - Maribel Verdú pour son rôle dans Los girasoles ciegos
  - Ariadna Gil pour son rôle dans Venganza (Sólo quiero caminar)

### Meilleur acteur dans un second rôle
- Jordi Dauder pour son rôle dans Camino
  - Fernando Tejero pour son rôle dans À la carte (Fuera de carta)
  - José Ángel Egido pour son rôle dans Los girasoles ciegos
  - José María Yazpik pour Venganza (Sólo quiero caminar)

### Meilleure actrice dans un second rôle
- Penélope Cruz pour son rôle dans Vicky Cristina Barcelona
  - Elvira Mínguez pour son rôle dans Cobardes
  - Rosana Pastor pour son rôle dans La conjura de El Escorial
  - Tina Sáinz pour son rôle dans Sangre de mayo

### Meilleur espoir masculin
- El Langui pour son rôle dans El truco del manco
  - Álvaro Cervantes pour son rôle dans El juego del ahorcado
  - Martiño Rivas pour son rôle dans Los girasoles ciegos
  - Luis Bermejo pour son rôle dans Un de tes mots (Una palabra tuya)

### Meilleur espoir féminin
- Nerea Camacho pour son rôle dans Camino
  - Ana Wagener pour son rôle dans El patio de mi cárcel
  - Farah Hamed pour son rôle dans Retorno a Hansala
  - Esperanza Pedreño pour son rôle dans Un de tes mots (Una palabra tuya)

### Meilleur scénario original
- Javier Fesser pour Camino
  - Dionisio Pérez et José Antonio Quirós pour Cenizas del cielo
  - Chus Gutiérrez et Juan Carlos Rubio pour Retorno a Hansala
  - Agustín Díaz Yanes pour Venganza (Sólo quiero caminar)

### Meilleur scénario adapté
- Rafael Azcona et José Luis Cuerda pour Los girasoles ciegos
  - Peter Buchman pour Che
  - Jorge Guerricaechevarría et Álex de la Iglesia pour Crimes à Oxford
  - Ángeles González-Sinde pour Un de tes mots (Una palabra tuya)

### Meilleure photographie
- Paco Femenía pour Venganza (Sólo quiero caminar)
  - Carlos Suárez pour La conjura de El Escorial
  - Hans Burmann pour Los girasoles ciegos
  - Félix Monti pour Sangre de mayo

### Meilleur montage
- Alejandro Lázaro pour Crimes à Oxford
  - Iván Aledo pour Mortadelo y Filemón. Misión: salvar la Tierra
  - Nacho Ruiz Capillas pour Los girasoles ciegos
  - José Salcedo pour Venganza (Sólo quiero caminar)

### Meilleure direction artistique
- Antxón Gómez (es) pour Che
  - Balter Gallart pour Los girasoles ciegos
  - Gil Parrondo pour Sangre de mayo
  - Luis Vallés pour La conjura de El Escorial

### Meilleure direction de production
- Rosa Romero pour Crimes à Oxford
  - Cristina Zumárraga pour son rôle dans Che
  - Emiliano Otegui pour son rôle dans Los girasoles ciegos
  - Rafael Cuervo et Mario Pedraza pour Venganza (Sólo quiero caminar)

### Meilleurs costumes
- Lala Huete pour El Greco, les ténèbres contre la lumière (El Greco)
  - Javier Artiñano pour La conjura de El Escorial
  - Sonia Grande pour Los girasoles ciegos
  - Lourdes de Orduña pour Sangre de mayo

### Meilleurs maquillages et coiffures
- José Quetglas, Nieves Sánchez et Mar Paradela pour Mortadelo y Filemón. Misión: salvar la Tierra

### Meilleur son
- Daniel de Zayas, Jorge Marín, Jorge Mira et Maite Rivera pour Tres días

### Meilleurs effets visuels
- Raúl Romanillos, Pau Costa, José Quetglas, Eduardo Díaz, Álex Grau et Chema Remacha pour Mortadelo y Filemón. Misión: salvar la Tierra

### Meilleure musique originale
- Roque Baños pour Crimes à Oxford
  - Lucio Godoy pour son rôle dans Los girasoles ciegos
  - Alberto Iglesias pour son rôle dans Che
  - Bingen Mendizábal pour El juego del ahorcado

### Meilleure chanson originale
- A tientas de Woulfrank Zannou et El Langui pour El truco del manco

### Meilleur film étranger en langue espagnole
- La Buena Vida de Andrés Wood
  - Acné de Federico Veiroj
  - Lake Tahoe de Fernando Eimbcke
  - Perro come perro de Carlos Moreno

### Meilleur film européen
- 4 mois, 3 semaines, 2 jours de Cristian Mungiu

### Meilleur film d'animation
- El lince perdido de Raúl García Sanz et Manuel Sicilia Morales

### Prix Goya d'honneur
- Jesús Franco

## Statistiques

### Nominations multiples
15 : Los girasoles ciegos
11 : Venganza (Sólo quiero caminar)
7 : Camino

### Récompenses multiples
6 : Camino
3 : Crimes à Oxford et El truco del manco
2 : Che et Mortadelo y Filemón. Misión: salvar la Tierra